# Panorama pris d'un train en marche
Panorama pris d'un train en marche je francouzský němý film z roku 1898. Režisérem je Georges Méliès (1861–1938). Film trvá zhruba jednu minutu. Jedná se o jeden z prvních filmů natočených při jízdě vlakem.

## Děj
Film zachycuje panorámu ze střechy vagónu jedoucího vlaku po železniční trati Petite Ceinture kolem železniční stanice Gare de Bel-Air-Ceinture. V okolí jsou vidět různé budovy a mosty.